# Нищо общо
„Нищо общо“ (на английски: In Her Shoes) е американска трагикомедия от 2005 г. на режисьора Къртис Хансън, по сценарий на Сузана Грант, базиран на едноименния роман, написан от Дженифър Уайнър. Във филма участват Камерън Диас, Тони Колет и Шърли Маклейн, които играят съответно две сестри и една баба.

## Актьорски състав
| Актьор        | Роля                                |
| ------------- | ----------------------------------- |
| Камерън Диас  | Маги Фелър                          |
| Тони Колет    | Роуз Фелър                          |
| Шърли Маклейн | Ела Хърш                            |
| Кен Хауърд    | Майкъл Фелър                        |
| Брук Смит     | Ейми, най-добрата приятелка на Роуз |
| Кандис Азара  | Сидел Фелър                         |
| Ричард Бърги  | Джим Данвърс                        |
| Ансън Маунт   | Тод                                 |

## В България
В България филмът е пуснат на VHS през 2006 г. от „МейСтар Филм“.
На 6 февруари 2011 г. е излъчен по bTV Comedy с български дублаж. Екипът се състои от:
| Озвучаващи артисти  | Лидия Вълкова Ася Рачева Петя Абаджиева Стефан Димитриев Симеон Владов |
| Преводач            | Соня Иванова                                                           |
| Тонрежисьор         | Радослав Колев                                                         |
| Режисьор на дублажа | Радослав Рачев                                                         |